# Agent Purple
Agent Purple war der militärische Codename eines Entlaubungsmittels, das von den US-Streitkräften während des Vietnamkriegs zum Entlauben von Wäldern eingesetzt wurde. Es bestand aus einem Gemisch der Herbizid-Wirkstoffe 2,4-Dichlorphenoxyessigsäure-n-butylester (50 %), 2,4,5-Trichlorphenoxyessigsäure-n-butylester (30 %) und 2,4,5-Trichlorphenoxyessigsäure-iso-butylester (20 %). Der Wirkstoffgehalt betrug 1033 gl−1, berechnet als Säure.

2,4-Dichlorphenoxyessigsäure-n-butylester
2,4,5-Trichlorphenoxyessigsäure-n-butylester
2,4,5-Trichlorphenoxyessigsäure-iso-butylester

Agent Purple war das erste Herbizid, das von den US-Streitkräften in großem Maßstab für Entlaubungsaktionen getestet wurde. Diese Tests fanden 1959 bei Camp Drum im Staat New York statt. In Vietnam war Agent Purple das erste Herbizid, das im September und Oktober 1962 zum Entlauben der Wälder zum Einsatz kam. Nachdem ab 1965 Agent Orange zur Verfügung stand, wurde Agent Purple nicht mehr geordert. Den Sprühberichten zufolge wurden 1.892.773 l Agent Purple ausgebracht, laut den Beschaffungslisten sind nur 548.100 l gekauft worden.
Agent Purple enthielt sehr wahrscheinlich mehr Dioxin als Agent Orange, einer Probe zufolge 45 ppm. In den frühen 1960er-Jahren waren die Dioxin-Verunreinigungen des Wirkstoffs 2,4,5-Trichlorphenoxyessigsäure möglicherweise noch höher. Vor 1965 wurden die Herbizide über einer vergleichsweise kleinen Fläche ausgebracht, so dass Agent Purple lokal zu besonders hohen Dioxin-Rückständen geführt haben dürfte.